# Mikronation

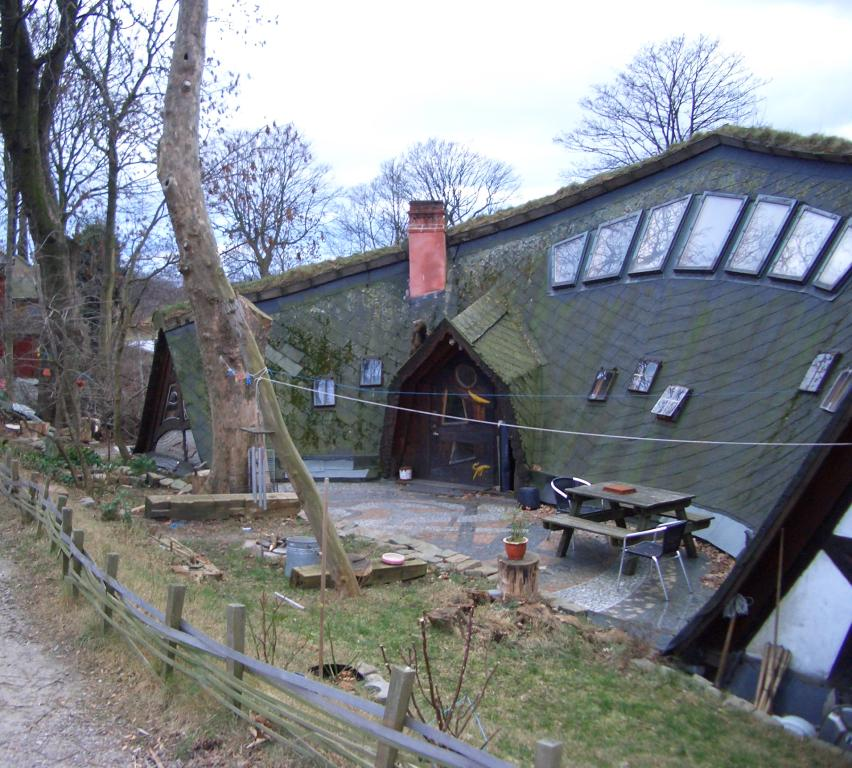
Freistadt Christiania (Kopenhagen)

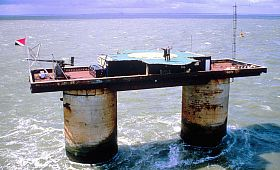
Sealand (Nordsee)

Als Mikronation, Fantasiestaat oder Scheinstaat werden Gebilde bezeichnet, die wie eigenständige souveräne Staaten auftreten und den Anschein erwecken, mit staatlicher Autorität zu handeln, obwohl bei ihnen Eigenschaften fehlen oder wenigstens stark umstritten sind, welche einen Staat nach Völkerrecht ausmachen. International anerkannte souveräne Staaten oder Institutionen verweigern daher die Anerkennung oder reagieren gar nicht, weil sie diese Gebilde und deren Ansprüche nicht ernst nehmen. Teilweise nehmen sich die Gründer selbst nicht ernst oder betreiben die Mikronation lediglich als Staatssimulation oder Spiel im Internet (virtuelle Nation).
Die Staatshandlungen einer Mikronation und von dieser herausgegebene Ausweise, Urkunden und Dokumente gelten im Rechtsverkehr als unwirksam oder bestenfalls als das zivilrechtliche Auftreten der privaten Interessengruppe oder Einzelperson, die hinter der Mikronation steht. Überwiegend handelt es sich dabei um Personen, die als exzentrisch gelten, oder damit eigentlich ganz andere, meist wirtschaftliche oder lokalpolitische Interessen verfolgen oder aus politischen Gründen das politische System ihres Landes ablehnen.

## Begriff und Abgrenzung
Die Herkunft und Bedeutung des Begriffs ist umstritten. Vor allem im deutschsprachigen Internet bezeichnen sich virtuelle Nationen, die lediglich als Simulation oder Online-Spiel existieren, selbst als Mikronationen oder abgekürzt MN bzw. µN. Häufig jedoch wird Mikronation als Oberbegriff für alle Erscheinungsformen von Schein- und Fantasiestaaten bis hin zu Cybernationen und Staatssimulationen benutzt und findet auch für historische Anomalien oder Staatsgründungen Verwendung, die gescheitert sind oder nur ein zweifelhaftes Maß an Erfolg und Aufmerksamkeit gefunden haben.
Mikronationen sind von Zwergstaaten klar zu unterscheiden, deren Staatsgebiet zwar extrem klein ist, die aber alle Merkmale eines echten Staates nach Völkerrecht aufweisen und von anderen Staaten anerkannt werden. Näherliegend wäre der Vergleich mit den atypischen Völkerrechtssubjekten Heiliger Stuhl, Souveräner Malteserorden oder Internationales Komitee vom Roten Kreuz, denen es ebenfalls an den Voraussetzungen zu einem Staat fehlt. Diese sind jedoch von allen oder zumindest einer Mehrheit der Staaten international anerkannt.
Problematischer ist die Unterscheidung zu Gebilden wie den stabilisierten De-facto-Regimes. Auch diese werden gar nicht oder nur von wenigen Staaten offiziell als Staat anerkannt, und das Vorliegen von Staatsmerkmalen ist in der Regel umstritten. Mikronationen verfügen in der Regel jedoch nicht annähernd über deren Größe und Bevölkerung oder sind zumindest nicht in der Lage, ein vergleichbares Maß an tatsächlicher Kontrolle (Staatsgewalt) auszuüben.

## Erscheinungsformen

### Territoriale Scheinstaaten
Meist findet sich eine kleine Gruppe von Menschen oder gar eine Einzelperson, die den Herrschaftsanspruch für einen neuen Staat erklärt. Das neue Gebilde beansprucht entweder ein völkerrechtlich unklares Gebiet oder behauptet die Unabhängigkeit durch Abspaltung aus einem bestehenden Staat. Charakteristisch für viele Mikronation-Projekte ist das Erklären von unbewohnten Inseln bzw. Atollen anderer anerkannter Staaten zum eigenen Staatsgebiet. Der Besitz eines Territoriums soll die Legitimität des Anspruchs als Staat unterstreichen. Aus demselben Grund haben die meisten Mikronationen eine Flagge, Nationalhymne oder auch Ehrenzeichen und geben Pässe, Briefmarken und Münzen heraus.
Einige Mikronationen, die territoriale Ansprüche erheben, haben damit größere Bekanntheit erlangt, wie zum Beispiel die Hutt-River-Provinz (eine Farm in Western Australia, die sich von Australien für unabhängig und zu einem freien Fürstentum erklärt hat), die Freistadt Christiania bei Kopenhagen, Sealand (eine ehemalige Seefestung vor der britischen Südost-Küste in der Nordsee) oder die Conch Republic (Key West in Florida). Einige Mikronationen werden auf der Grundlage historischer Ansprüche gegründet, wie beispielsweise das Fürstentum Seborga. Am Wiener Vergnügungspark Prater steht seit 1982 das Kugelhaus der „Republik“ Kugelmugel – unbewohnt, ohne Strom- und Wasseranschluss und hinter Stacheldrahtzaun. Der Schweizer Jonas Lauwiner hat sich in den vergangenen Jahren dutzende herrenlose Grundstücke legal angeeignet und diese als Lauwiner Empire bezeichnet, wodurch er internationale Medienaufmerksamkeit erhielt. Seit 2022 wird der deutschsprachige Mikronationalismus durch den regelmäßig stattfindenden Micro Euro Summit weiter gefördert.
Viele Mikronationen fungieren als gelebte Utopien, in denen alternative Lebensweisen erprobt werden. Sie hinterfragen nationale Normen und schaffen Räume für Selbstverwirklichung, Zugehörigkeit und Kunst, ohne politische Radikalität oder Überschneidungen mit Reichsbürger-Ideologien aufzuweisen.
Scheinstaaten in Deutschland werden auch von Vertretern der rechtsextremen Reichsbürgerbewegung proklamiert, die damit versuchen, sich der Staatsgewalt des von ihnen abgelehnten Deutschen Staates zu entziehen. Bekannte Beispiele waren das sogenannte „Königreich Deutschland“ von Peter Fitzek oder der „Scheinstaat Ur“, dessen Protagonist bei einer Zwangsräumung versuchte, einen Polizisten zu ermorden. Die von Reichsbürgern gegründeten Scheinstaaten sind klar von Mikronationen zu unterscheiden, da letztere meist nicht aus politischen Gründen entstehen.

### Virtuelle Fantasiestaaten
Oft ist es schwierig, eine Mikronation von einem imaginären Land zu unterscheiden. Rein virtuelle Nationen bezeichnen sich besonders in Deutschland selbst oft als Mikronationen und existieren nur im Internet als Website. Diese nehmen in der realen Welt keine staatlichen Rechte in Anspruch, sondern verstehen sich als Online-Spiel oder Simulation.
Mitglieder dieser virtuellen Mikronationen erwerben zunächst virtuelle Bürgerrechte und bilden dann ein komplettes Staatswesen und dessen wirtschaftliche Beziehungen als Politik- und Wirtschaftssimulation nach. Es gibt demokratische und diktatorische, auf die Gegenwart, aber auch auf Historie oder fiktive Zukunft bezogene Mikronationen. Aus privaten Foren, Wikis oder Portalseiten zu diesem Thema lässt sich schließen, dass allein im deutschsprachigen Internet zwischen 70 und 120 solcher Mikronationen existieren. Teilweise unterhalten Mikronationen diplomatische Beziehungen untereinander und lassen sich gemeinsam auf virtuellen Karten von Internet-Welt-Organisationen verzeichnen.
Einige virtuelle Mikronationen betreiben auch die Erforschung des virtuellen Weltraums oder beanspruchen außerirdische Territorien, z. B. auf dem Mars.